# Marano Ticino
Marano Ticino (piemontiul: Maren) település Olaszországban, Piemont régióban, Novara megyében. Lakosainak száma 1560 fő (2023. január 1.). Marano Ticino Divignano, Oleggio, Pombia, Vizzola Ticino és Mezzomerico községekkel határos.

## Népesség
A település lakossága az elmúlt években az alábbi módon változott:
| Lakosok száma | 1613 | 1654 | 1560 |
|               | 2017 | 2018 | 2023 |